# Turzyca drobnozadziorkowa
Turzyca drobnozadziorkowa (Carex microglochin Wahlenb.) – gatunek rośliny z rodziny ciborowatych. 

## Rozmieszczenie geograficzne
Występuje w Eurazji i Ameryce w strefie subarktycznej oraz na obszarach górskich bardziej na południu – w środkowej i zachodniej Europie, w środkowej i zachodniej Azji, na środkowym zachodzie Stanów Zjednoczonych, poza tym także wzdłuż Andów w Ameryce Południowej od Ekwadoru po Chile i Argentynę. W Polsce znany tylko z jednego stanowiska odkrytego w 1912 r. na torfowisku koło wsi Zocie. Od tego czasu niepotwierdzony i obecnie uznany za wymarły.  

## Morfologia

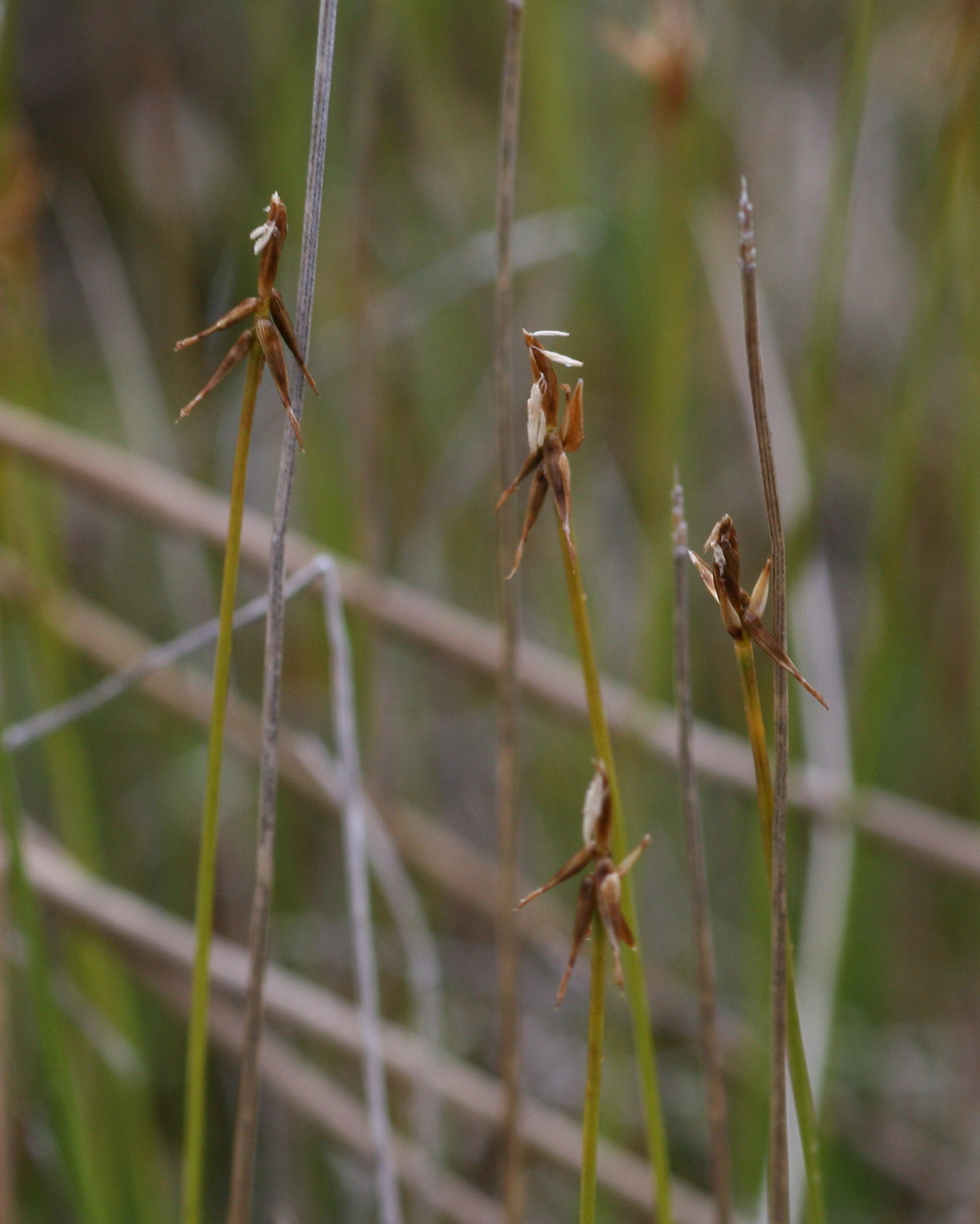
Kłoski z owocami

PokrójRoślina trwała, wysokości 7–15 cm.
ŁodygaWzniesiona, u podstawy ulistniona.
Liście4-8.
KwiatyRoślina jednopienna. Kwiatostan stanowi jedyny kłos szczytowy, u góry z 4-12 kwiatami męskimi, u dołu z 5–6 żeńskimi. Plewy kasztanowobrunatne. Pęcherzyki brunatne, z delikatnymi nerwami. Słupek z 3 znamionami.

## Biologia i ekologia
Bylina, geofit. Kwitnie od maja do czerwca. Siedlisko: torfowiska przejściowe i niskie. Występuje na kwaśnych, ubogich glebach torfowych. Gatunek charakterystyczny dla rzędu (O.) Caricetalia davallianae. Liczba chromosomów 2n = 50.

## Zmienność
Gatunek zróżnicowany na dwa podgatunki:
- Carex microglochin subsp. fuegina Kük. - występuje w Ameryce Południowej
- Carex microglochin subsp. microglochin - rośnie w całym zasięgu gatunku

## Zagrożenia i ochrona
Według Czerwonej listy roślin i grzybów Polski (2006) gatunek wymarły w naturze (kategoria zagrożenia Ex). W wydaniu z 2016 roku otrzymał kategorię RE (wymarły na obszarze Polski). W Polskiej czerwonej księdze roślin ma kategorię gatunku wymarłego EX.